# Norops rubribarbaris
Norops rubribarbaris är en ödleart som beskrevs av  Jörn Köhler MCCRANIE och WILSON 1999. Norops rubribarbaris ingår i släktet Norops och familjen Polychrotidae. Inga underarter finns listade i Catalogue of Life.